# Angelika Modlińska-Piekarz
Angelika Marta Modlińska-Piekarz (ur. 1974, zm. 1 listopada 2020 w Lublinie) – polska literaturoznawczyni, dr hab. nauk humanistycznych, adiunkt Instytutu Literaturoznawstwa Wydziału Nauk Humanistycznych Katolickiego Uniwersytetu Lubelskiego Jana Pawła II.

## Życiorys
W 2000 ukończyła studia filologii w Katolickim Uniwersytecie Lubelskim, 14 czerwca 2006 obroniła pracę doktorską Parafraza psalmu In Te, Domine. speravi Klemensa Janickiego oraz parafrazy psalmów Eobanusa Hessusa i Georga Buchanana, 20 marca 2019 habilitowała się na podstawie pracy zatytułowanej Łacińska poezja biblijna na Śląsku w XVI i XVII wieku.
Była zatrudniona na stanowisku adiunkta w Instytucie Literaturoznawstwa na Wydziale Nauk Humanistycznych Katolickiego Uniwersytetu Lubelskiego Jana Pawła II.